# Dosimetria interna
Dosimetria interna é a ciência e a arte do estudo da dosagem de radiação ionizante resultada da incorporação de radionuclídeos dentro do corpo humano. Os radionuclídeos depositados dentro do corpo irradiarão tecidos e órgãos, causando o aumento da dose comprometida até que sejam execradas ou até que os radionuclídeos sofram decaimento radioativo.
As doses internas para trabalhadores ou membros que trabalham expostos publicamente a partículas radioativas podem ser estimadas por intermédio dos dados de bioensaio com mensurações do pulmão, da urina ou da concentração de radioisótopos fecais. Modelos biocinéticos da Comissão Internacional de Proteção Radiológica (IRCP) são aplicados para estabelecer uma relação entre as medições do bioensaio e do consumo individual, a fim de inferir a dose interna.

## Rotas de ingestão
Os meios de ingestão de radionuclídeos podem ocorrer por meio da inalação, ingestão, injeção ou absorção. Numa área radioativa, as partículas de radionuclídeos ficam suspensas no ar e podem adentrar ao corpo por meio da inalação. Essas partículas, portanto, serão depositadas em diferentes partes do trato respiratório, dependendo do diâmetro aerodinâmico.